# Umanesimo volgare
Per umanesimo volgare (o classicismo volgare) si intende quella parabola culturale insita nel più generale umanesimo volta a ridare prestigio e splendore agli autori toscani del '300, a partire dalle "tre corone fiorentine" Dante, Petrarca e Boccaccio. L'umanesimo volgare troverà poi una sua canonizzazione definitiva grazie all'opera di Pietro Bembo il quale delineò in Petrarca ed in Boccaccio i modelli rispettivi per la poesia e per la prosa.

## Il contesto

### Prodromi

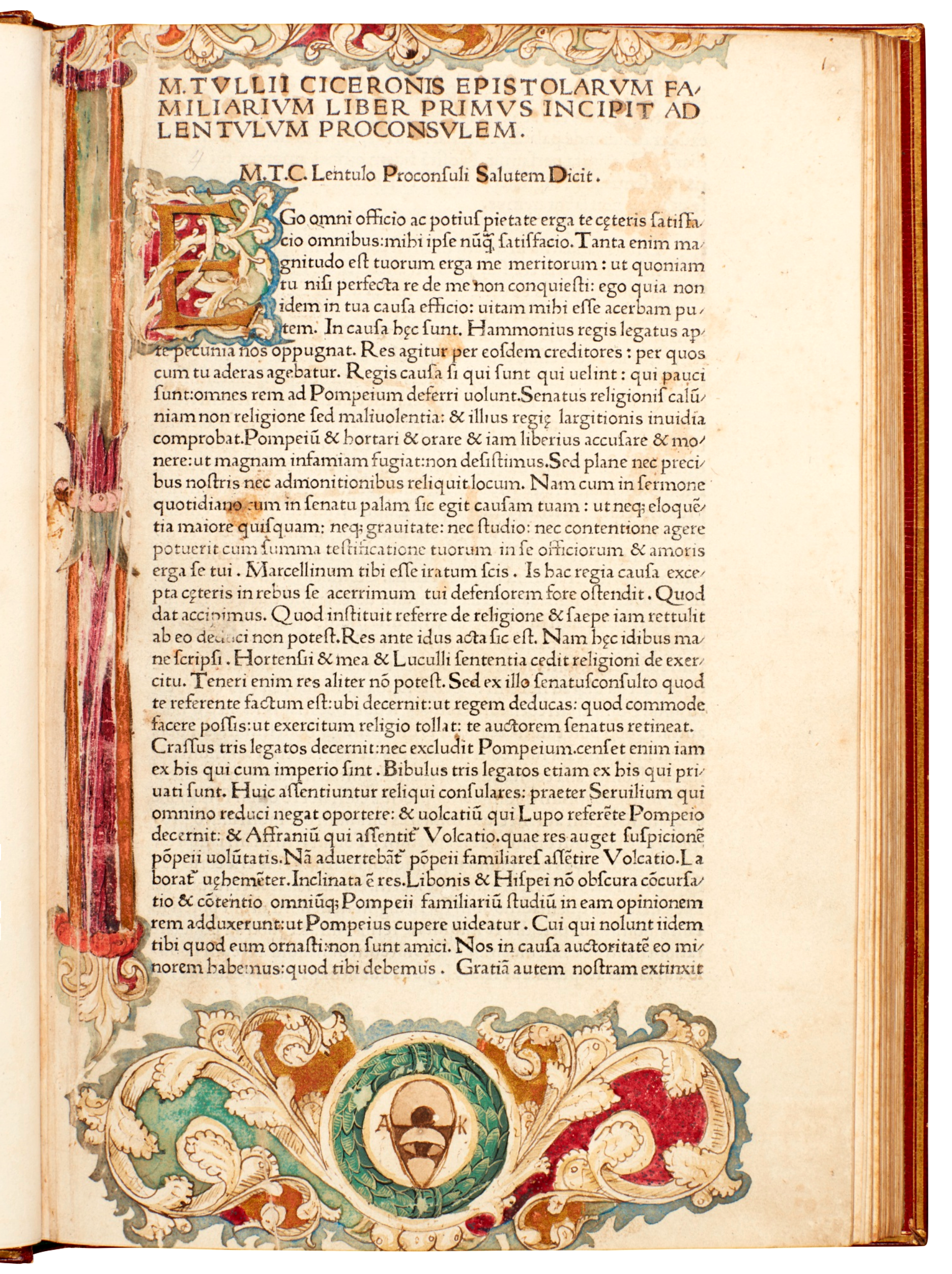
Epistolae ad familiares di Marco Tullio Cicerone, in un incunabolo veneziano di fine '400.

Il movimento umanista, che aveva al centro il recupero dell'essere umano e della sua dignità, si basava sull'imitatio degli antichi greci e latini, della loro vasta produzione letteraria e filosofica. Di conseguenza, si venne a creare, a partire da Petrarca ed in parte da Boccaccio, un movimento teso a recuperare quella dimensione storico-culturale anche nella sua veste linguistica, ossia il latino e (più tardi) anche il greco antico. La lingua volgare, ossia la lingua madre di questi scrittori, non venne considerata degna di considerazione in quanto "inferiore" rispetto alla lingua di Platone e di Cicerone.

### Leon Battista Alberti ed ilCertamen coronario
Nella piena fioritura dell'umanesimo quattrocentesco, quando gli intellettuali gareggiavano fra loro nella riscoperta di codici latini e greci e si applicavano nella loro imitazione e fruizione per la diffusione della nuova cultura, la figura di Leon Battista Alberti (1404-1472) si staglia, oltreché per la sua poliedricità intellettuale e manuale, anche per la riscoperta del valore della poesia volgare del secolo precedente. Tentò, nel 1431, di far rappresentare un certamen (ossia una gara di poesia) avente per scopo l'esaltazione dei modelli poetici trecenteschi delle tre corone fiorentine, così come di altri autori quali Guido Cavalcanti e Franco Sacchetti ma, per l'opposizione del regime mediceo allora incarnato da Cosimo il Vecchio, dovette desistere da questa gara all'interno delle mura di Firenze. In compenso, però, l'Alberti redasse tra il 1438 ed il 1441 un compendio grammaticale del volgare, passato alla storia come Grammatichetta vaticana dal fatto che il codice su cui è scritta l'opera è stata ritrovata nella Biblioteca apostolica vaticana, in cui il letterato ed architetto sosteneva l'equiparazione completa della letteratura italiana del passato con quella latina e greca.

### L'ascesa di Lorenzo il Magnifico e l'imporsi delbilinguismoumanistico
(Umanesimo)

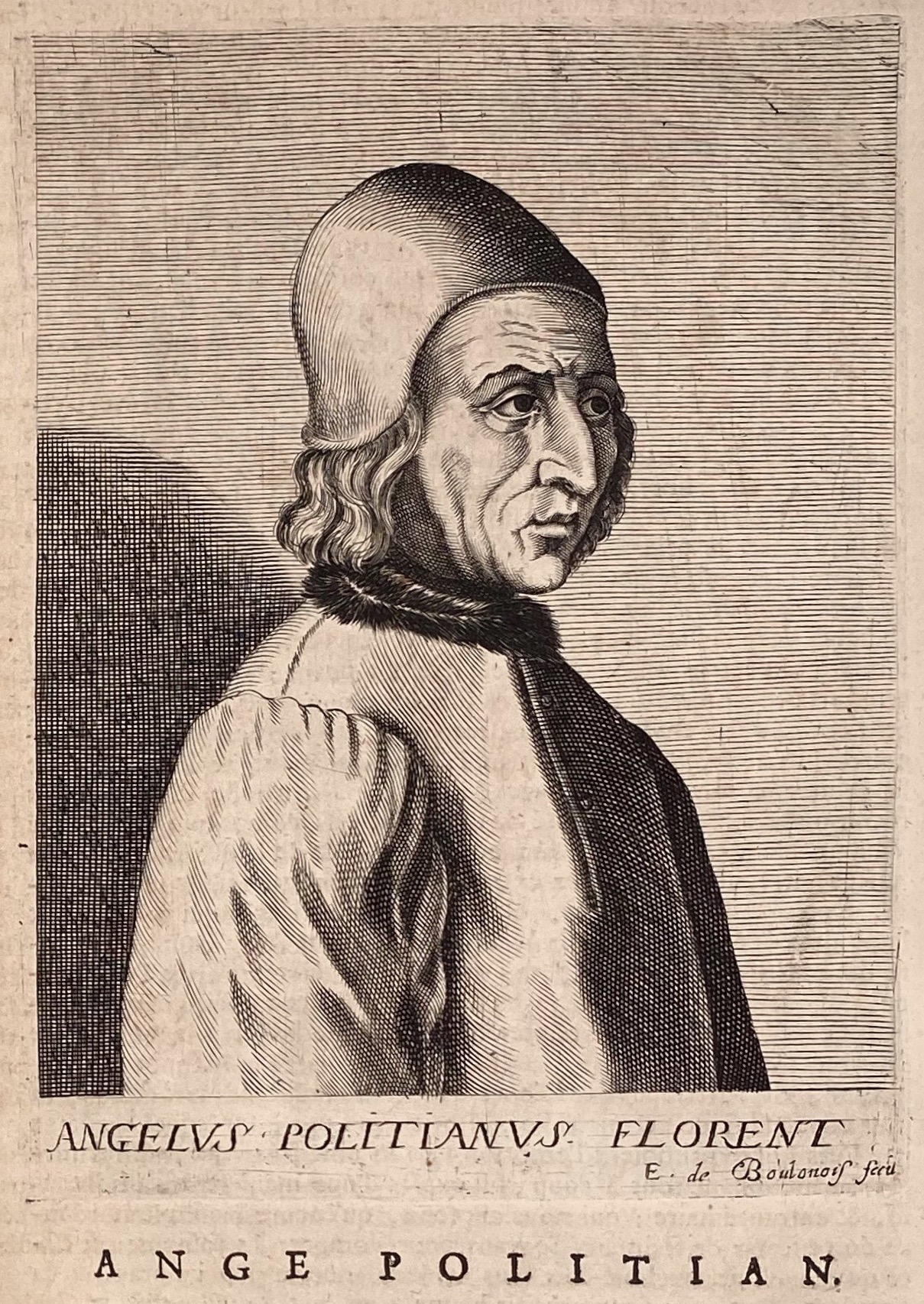
Incisione raffigurante Agnolo Poliziano

Quest'evoluzione cominciò ad imprimersi all'interno prima della cultura fiorentina e, poi, della cultura letteraria in generale a partire dall'ascesa al potere a Firenze di Lorenzo il Magnifico (1449-1492), lui stesso raffinato intellettuale e scrittore. Lorenzo, in un'ottica anche di politica di marketing culturale, era ben consapevole che per portare ai massimi livelli il prestigio di Firenze fosse necessario diffondere anche la cultura in lingua volgare prodotta antecedentemente dagli scrittori fiorentini. Il frutto di quest'elaborazione politico-culturale fu la Raccolta aragonese, un'antalogia della migliore produzione letteraria volgare fiorentina redatta ufficiosamente dallo stesso Lorenzo (ma in realtà prodotta dall'amico e filologo Agnolo Poliziano) e presentata in dono a Federico d'Aragona. La volontà politica del Magnifico si esplicò anche nella scelta linguistica del suo entourage di amici intellettuali: al fianco dei neoplatonici di Marsilio Ficino, infatti, letterati e filologi quali Luigi Pulci e Agnolo Poliziano scrissero sia in latino che in volgare (il Pulci si dedicò soltanto alla letteratura volgare), si dedicarono alla commedia umanistica (celebre l'Orfeo ed Euridice del Poliziano) o alla squisita disquisizione di questioni filologiche sopra quello o un altro autore. Un altro intellettuale vicino a Ficino, Cristoforo Landino, celebrò le tre corone fiorentine, riprendendo quanto fece Leonardo Bruni (1370-1444) all'inizio del secolo con i Dialogi ad Petrum Histrum. 
L'affermarsi del bilinguismo non fu però fattore significativo soltanto nella Firenze laurenziana: a Ferrara il conte Matteo Maria Boiardo (1441-1494), di formazione umanistica, si dedicò all'epica cavalleresca stendendo il cantare in ottave intitolato Orlando innamorato; nel Meridione, invece, Jacopo Sannazzaro stese l'Arcadia, gettando un ponte per lo sviluppo di un genere che avrà molta fortuna nei secoli XVII e XVIII. Insomma:

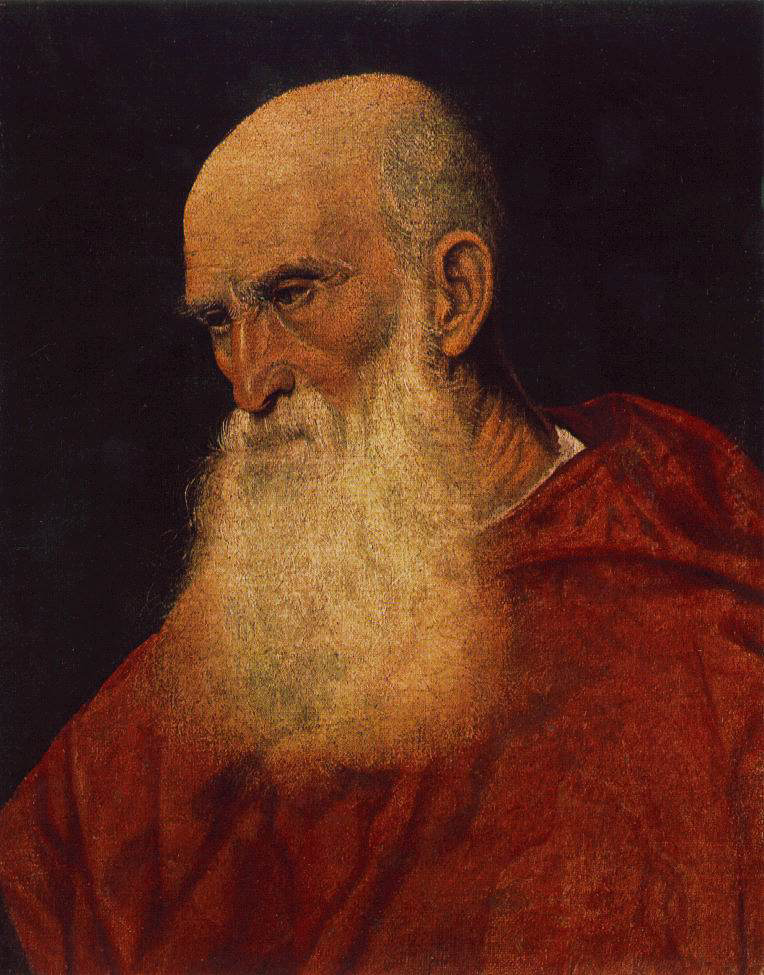
Pietro Bembo

(Chines-Forni-Ledda-Manetti, p. 214)

### Pietro Bembo e leProse della volgar lingua
La riscoperta del volgare condusse, però, ad un eccessivo utilizzo dello sperimentalismo letterario: non tutti coloro che volevano avvicinarsi alla letteratura erano in grado, per esempio, di comprendere il pluristilismo dantesco per la sua mobilità e la sua variabilità stilistico-tematica. Al contrario, modelli quali Francesco Petrarca da un lato e Giovanni Boccaccio dall'altro risultavano sicuri in quanto maestri d'armonia. Questo fu compreso dal letterato e critico - oltreché cardinale - veneziano Pietro Bembo (1470-1547) il quale, nel 1525, redasse le Prose della volgar lingua. Redatte sotto forma di dialogo, le Prose vanno alla ricerca dell'ottimo modello per il classicismo volgare: così come Virgilio e Cicerone sono i modelli ottimi della lingua latina rispettivamente per la poesia e per la prosa, così Pietro Bembo individua in Petrarca il modello supremo per la poesia in volgare e Boccaccio per la prosa, stabilendo di fatto un canone letterario destinato a durare fino al romanticismo e al Manzoni:
(Guglielmino-Grosser, p. 383)